# Poljusz
A Poljusz (oroszul: Полюс) vagy Szkif–DM szovjet katonai űrállomás. A fedélzetére telepített Szkif nagy teljesítményű lézerberendezést az amerikai SDI terv műholdjainak megsemmisítésére tervezték. Egy kísérleti példányát indították 1987 májusában az Enyergija hordozórakétával, de a berendezést nem sikerült Föld körüli pályára állítani. Ismert még Mir–2 néven is, GRAU-kódja 17F19DM.